# Духов оркестър „Делчо Радивчев“
Духовият оркестър „Делчо Радивчев“ е творчески ансамбъл от град Панагюрище, създаден от панагюрския диригент, композитор и музикален педагог Делчо Радивчев
Делчо Радивчев създава ансамбъл през 1953 г., като читалищен оркестър към Народно читалище „Виделина – 1865“. Когато вече има статут на градски духов оркестър е наречен след смъртта му (1982) през 1988 г. на неговото име – Духов оркестър „Делчо Радивчев“. Този оркестър маестрото дирижира почти три десетилетия, а след това диригент е Стойко Джуджев. През 1984 г. той прекратява дейността си поради напреналата възраст на оркестрантите.
През 1988 г. млади ентусиасти, вдъхновени от идеята за духовно развитие възстановяват дейността на оркестъра. Духовият оркестър е съставен от тридесет музиканти. Репертоарът му включва музикални произведения от различни жанрове: класическа музика, танцови пиеси, маршове и народни хора. През 2022 г. към духовия оркестър и читалище „Виделина“ е създадена младежка школа за деца, желаещи да получат музикална култура и един ден да станат част от Духов оркестър „Делчо Радивчев“. Това става след като са купени комплект духови инструменти и консумативи към тях, както и пултове за ноти.